# De Veer (molen)
De Veer is een grondzeiler in de Veerpolder in Haarlem nabij Penningsveer.
Sinds 1701 staat er op deze plek een molen. Hij bemaalde oorspronkelijk de Veerpolder op Rijnlands boezem. De voorganger van de huidige molen is in 1998 afgebrand.

## Huidige molen
In 2001 werd begonnen met de bouw van de huidige molen. De molen is in principe maalvaardig maar draait meestal slechts. Het gevlucht is Oudhollands op de buitenroede; op de binnenroede volgens het systeem Fauel met steekborden.
Het gevlucht is Oudhollands op de buitenroede; op de binnenroede volgens het systeem Fauel met steekborden.
De Veer is eigendom van Recreatieschap Spaarnwoude en is van april tot oktober op zondagen te bezoeken.
In Penningsveer staat ook nog een andere molen genaamd De Kleine Veer.